# Adel Sabri
Adel Sabri (arabe : عادل صبري), mort le 13 septembre 2011, est un joueur et entraîneur égyptien de basket-ball. 

## Palmarès
- Finaliste du championnat d'Afrique 1987, 1989, 1993
- 3e du championnat d'Afrique 1985, 1992